# Medicago monspeliaca
Medicago monspeliaca là một loài thực vật có hoa trong họ Đậu. Loài này được (L.) Trautv. miêu tả khoa học đầu tiên.

## Hình ảnh

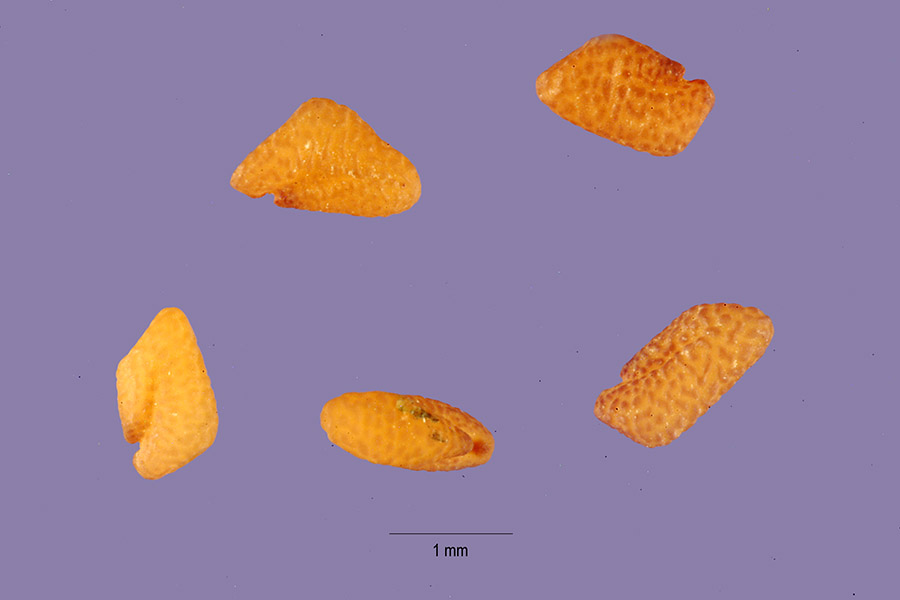